# Albin Vega

Logo Albin Vegi

Albin Vega (Vega 27)  – typ jachtu zaprojektowanego w 1965 i produkowanego w latach 1966-1979. W tym czasie powstało 3393 egzemplarzy. Jacht produkowany był przez stocznie Albin Marin w Kristinehamn w Szwecji. Vega to klasyczny slup z długą płetwą kilową oraz zespolonym sterem.
Jachty tego typu cieszą się wśród żeglarzy powszechną opinią solidnych i bezpiecznych. Jednym z przykładów na potwierdzenie tej opinii są wyprawy Jarle Andhøy na Antarktykę oraz na północne tereny Szpicbergenu. W latach 2005–2007 Danjel Henriksson zasłynął z opłynięcia kuli ziemskiej na pokładzie Vegi "Sally Blue".

## Historia
Per Brohäll w pierwszej połowie lat 60 XX w. zaprojektował jacht typu Viggen. Konstrukcja była na tyle udana, że w 1964 Lars Larsson, właściciel Larrson Trade AB (nazwa Albin Marine została nadana w 1971 roku) zleca mu zaprojektowanie powiększonej wersji Viggen. Głównymi założeniami powstającego jachtu były duża dzielność morska oraz przystępna cena. Mahoniowy jeszcze prototyp zwodowano 29 lipca 1965 roku. Po serii ciężkich testów morskich jacht skierowano do produkcji. Prototyp okazał się na tyle solidną konstrukcją, że formy produkcyjne ściągano bezpośrednio z prototypu. Po przeprojektowaniu konstrukcji na laminat poliestrowo-szklany jacht wszedł do produkcji w 1966 roku. Jest to jeden z pierwszych jachtów masowo produkowanych z laminatu poliestrowo szklanego. Jacht ten stał się niezwykle popularny choć spotkał się z dużą krytyką ze strony konkurencji z powodu taniego i masowego sposobu produkcji. Jacht stał się jednym z symboli tzw. "plastikowej rewolucji" w szkutnictwie. [3]
Mahoniowy prototyp oznaczony V-1 pozostaje nadal w użyciu. Pływa pod nazwą "Mahogany".

## Konstrukcja i silnik
Albin Vega to konstrukcja wykonana w całości z laminatu poliestrowo-szklanego. Elementy wyposażenia wnętrza wykonano z mahoniu. Maszt i bom wykonane są z anodowanego aluminium.
Kadłub Vegi charakteryzował się dość płytkim kadłubem z długą płetwą kilową. Płetwa kilowa zaczynała na wysokości Mar. Warstwa laminatu ma na burtach średnio 3/8 cala (około 1cm) grubości, a na dnie płetwy kila osiąga grubość nawet 1 cala (około 2,5 cm). Ster jest zespolony z płetwą kilową. W Vegach dość nietypowo rozwiązano wyprowadzenie wału ze śrubą. Asymetrycznie mija on trzon steru. Śruba znajduje się tuż pod dnem achterpiku i za sterem. Rozwiązanie ma tę wadę, że utrudnia manewry w porcie.
Wnętrze jachtu jest w stanie pomieścić 4 osoby. W kabie przewidziano 2 koje o długości 1,83 m (mesa) oraz dwie o długości 1,95 m (kabina dziobowa). Układ części hotelowej jest standardowy dla jachtu o długości 27 stop. Niewielki forpik dostępny jest tylko z kabiny, dalej za przegrodą znajdują się dwie koje, półmetrowej długości szafka z wieszakami na lewej burcie oraz węższa szafka i toaleta na prawej burcie. Śródokręcie jachtu wypełnia przestronna mesa z szafką kambuzową. Przewidziano tu dużo różnego rodzaju schowków oraz bakist. Pod kokpitem ulokowano przedział silnikowy po bokach którego znajdują się dwie przestronne bakisty. Dalej za kokpitem jest kolejna bakista pełniąca rolę achterpiku.
Silnik prototypu (moc 5 KM) został w wersji produkcyjnej zastąpiony przez nieco cięższy i benzynowy Albin 021/022 (moc 12 KM). Silnik ten przystosowany był do spalania zarówno benzyny jak i nafty. Na przełomie 1971/1972 roku został on zastąpiony przez Volvo Penta MD6A (moc 10 KM). W 1976 roku przez krótki czas jako napęd pomocniczy wykorzystywano silnik Volvo Penta MD6B z rozrusznikiem zamiast DynaStartera. W 1978 roku następuje kolejna zmiana silnika na Volvo Penta MD7A (moc 13 KM). W tym samym roku dokonano też drobnych zmian we wnętrzu.
Ciekawym rozwiązaniem wydaje się zastosowanie przekładni Combi zamiast klasycznej skrzyni przekładniowej. System ten był bardzo popularny w Szwecji na przełomie lat 60 i 70. Silnik Vegi połączony jest bezpośrednio z nastawną śrubą napędową. Jedna manetka, umieszczona w kokpicie, zmienia obroty silnika oraz kąt natarcia łopat śruby, od ustawienia odpowiadającego maksymalnej prędkości w przód, poprzez ustawienie neutralne (łopaty prostopadle do diametralnej jachtu), aż do ciągu wstecz. Do pływania na żaglach łopaty śruby ustawiane są w tzw. "chorągiewkę" (równolegle do diametralnej jachtu), ograniczając w ten sposób opory. Natomiast przy włączonym silniku, śruba zawsze się kręci! Istotną wadą jest brak możliwości wysprzęglenia śruby, co stwarza oczywiste niebezpieczeństwo w sytuacji, gdy przy pracującym silniku w pobliżu śruby w wodzie znajdzie się np. lina lub człowiek. Problematyczne jest też wykorzystanie silnika do doładowania akumulatorów na postoju. W egzemplarzach, w których wymieniono silnik, instalowane są standardowe układy przeniesienia napędu ze skrzynią biegów i zwykłą śrubą (stałą, nastawną lub składaną).